# Ward Merckx
Ward Merckx (14 april 1997) is een Belgische voormalige atleet, die zich had toegelegd op de sprint. Hij werd tweemaal Belgisch kampioen.

## Loopbaan
Merckx behaalde in 2021 op de 100 m een zilveren medaille op de Belgische kampioenschappen In 2022 werd Merckx voor het eerst Belgisch indoorkampioen op de 60 m. In 2022 werd hij op de 4 x 100 m geselecteerd voor de Europese kampioenschappen in München. Hij bereikte samen met het Belgische estafetteteam in een Belgisch record de finale. In de finale werd hij zesde.
Merckx is aangesloten bij Vilvoorde Atletiek Club.

## Belgische kampioenschappen
Indoor
| Onderdeel | Jaar       |
| --------- | ---------- |
| 60 m      | 2022, 2023 |

## Persoonlijke records
Outdoor
| Onderdeel | Prestatie | Wind     | Datum        | Plaats    |
| --------- | --------- | -------- | ------------ | --------- |
| 100 m     | 10,34 s   | +1,5 m/s | 30 juli 2023 | Assebroek |

Indoor
| Onderdeel | Prestatie | Datum            | Plaats |
| --------- | --------- | ---------------- | ------ |
| 60 m      | 6,66 s    | 19 februari 2023 | Gent   |

## Palmares

### 60 m
- 2022:  BK indoor AC – 6,71 s
- 2023:  BK indoor AC – 6,67 s
- 2024:  BK indoor AC – 6,72 s

### 100 m
- 2021:  BK AC – 10,71 s
- 2022:  BK AC – 10,36 s
- 2023:  BK AC – 10,34 s

### 4 x 100 m
- 2022: 6e EK in München – 39,01 s (38,73 s (NR) in reeks)
- 2024: 4e EK in Rome – 38,65 s (38,55 s (NR) in reeks)